# 小牧市立光ヶ丘中学校
小牧市立光ヶ丘中学校（こまきしりつひかりがおかちゅうがっこう）は、愛知県小牧市にある市立の中学校である。通称は、「光中（ひかりちゅう）」。

## 概要
桃花台ニュータウンの中に位置する。積極的にITを取り入れた教育手法を推し進めており、そのことが全国的に注目を集めている。また地域との交流が盛んで、様々なイベントや取り組みなどを行なっていることでも知られる。
毎日ホームページに生徒たちの教育などを写真とともに掲載し今日、何が行われているのかがすぐにわかるような仕組みをつくっている。各教室にはテレビ、コンピュータが設置されており、コンピュータで連絡を伝える仕組みをつくっている。

## 教育目標
校訓「われらともに  現在（いま）を生きる　未来をみつめ」
を指針とし、知徳体のバランスのとれた生徒の育成を目指す。 
- 生涯を通して学びつづける生徒（知）
- 豊かな感性と正しい実践力を持つ生徒（徳）
- 心身ともにたくましい生徒（体）

## 沿革
- 1990年（平成2年）4月3日 - 開校
- 2006年（平成18年）11月 - グラウンドの地中に、環境基準を超える鉛が埋められていたことが判明。(桃花台ニュータウン#地盤沈下と土壌汚染)

## 行事（2017年度現在）
- 新入生歓迎会（4月中旬頃）
- 修学旅行（3年生、6月中旬頃）
- 体育大会（9月中旬頃）
- 文化祭（10月下旬頃）
- 地域ふれあい学びフェスティバル（11月中旬頃）
- 職業人体験学習（2年生、2月上旬頃）
- スキーの生活（1年生、2月上旬頃）
- 3年生を送る会（2月下旬頃）

## 部活動
運動部
- 野球部（男女） - 2018年夏より男子野球部と女子ソフトボール部が合併
- バスケットボール部（男女）
- バレーボール部（男女）
- ソフトテニス部（男女）
- 卓球部（男女）

文化部
- 総合文化部（男女） - 2011年より家庭科部と美術部が合併
- 吹奏楽部（男女）

## 所在地
愛知県小牧市光ヶ丘3丁目52番地

## 周辺
- 小牧市立光ヶ丘小学校
- 私立旭ヶ丘第二幼稚園
- 桃花台第4公園
- 中央自動車道

## 交通
名鉄バス、あおい交通　光ヶ丘三丁目バス停下車　徒歩2分